# نظام مستقل (رياضيات)
في الرياضيات وفي نظرية التحكم، النظام المستقل (أو الذاتي) بالإنجليزية Autonomous system أو المعادلة التفاضلية المستقلة هو نظام من المعادلات التفاضلية العادية التي لا تعتمد صراحة على المتغير المستقل. عندما يكون المتغير هو الزمن، فهي أيضًا تدعى الأنظمة غيى المتغيرة مع الزمن.
ترتبط الأنظمة الذاتية ارتباطًا وثيقًا بالأنظمة الديناميكية. يمكن تحويل أي نظام مستقل إلى نظام ديناميكي [بحاجة لمصدر] ، وباستخدام افتراضات بسيطة [بحاجة لمصدر] ، يمكن تحويل النظام الديناميكي إلى نظام مستقل [بحاجة لمصدر] .

## تعريف
النظام المستقل هو نظام المعادلات التفاضلية العادية للشكل
{\displaystyle {\frac {d}{dt}}x(t)=f(x(t))}
حيث x يأخذ القيم في الفضاء الإقليدي الأبعاد n ؛ غالبا ما يتم اعتبار المتغير t على أنه الزمن.
يتميز عن أنظمة المعادلات التفاضلية للشكل
{\displaystyle {\frac {d}{dt}}x(t)=g(x(t),t)}
والتي فيها القانون الذي يحكم تطور حالة النظام لا يعتمد فقط على الحالة الراهنة للنظام {\displaystyle x(t)} ولكن أيضا على المتغير المستقل {\displaystyle t} والذي مرة أخرى يفسر في كثير من الأحيان على أنه الزمن؛ هذه الأنظمة هي بحكم تعريفها ليست مستقلة.